# Chi Dơi muỗi
Chi Dơi muỗi (danh pháp khoa học: Pipistrellus) là một chi thuộc Họ Dơi muỗi (Vespertilionidae) Tên gọi chi này lấy từ tiếng Italia Pipistrello, có nghĩa là "dơi". Có 7 phân phái (subgenera) trong chi nà, bao gồm 77 loài.
Địa bàn sinh sống của chi này từ châu Âu, Bắc Mỹ đến tây nam Á và có thể ở Triều Tiên. Ở Bắc Mỹ, có hai loài phân bố phổ biến là Pipistrellus subflavus và Pipistrellus hesperus.

## Các loài
- Pipistrellus abramus (Japanese pipistrelle)
- Pipistrellus adamsi (Adams's pipistrelle)
- Pipistrellus aero (Mt. Gargues pipistrelle)
- Pipistrellus angulatus (angulate pipistrelle)
- Pipistrellus ceylonicus (Kelaart's pipistrelle)
- Pipistrellus collinus (Greater Papuan pipistrelle)
- Pipistrellus coromandra (Indian pipistrelle)
- Pipistrellus deserti (desert pipistrelle)
- Pipistrellus endoi (Endo's pipistrelle)
- Pipistrellus hanaki
- Pipistrellus hesperidus (dusky pipistrelle)
- Pipistrellus hesperus (western pipistrelle)
- Pipistrellus inexspectatus (Aellen's pipistrelle)
- Pipistrellus javanicus (Himalayan pipistrelle)
- Pipistrellus kuhlii (Kuhl's pipistrelle)
- Pipistrellus maderensis (Madeira pipistrelle)
- Pipistrellus minahassae (Minahassa pipistrelle)
- Pipistrellus murrayi (Murray's/Christmas Island pipistrelle)
- Pipistrellus nanulus (tiny pipistrelle)
- Pipistrellus nathusii (Nathusius's pipistrelle)
- Pipistrellus papuanus (Lesser Papuan pipistrelle)
- Pipistrellus paterculus (Mount Popa pipistrelle)
- Pipistrellus permixtus (Dar-es-Salaam pipistrelle)
- Pipistrellus pipistrellus (common pipistrelle)
- Pipistrellus pygmaeus (soprano pipistrelle)
- Pipistrellus rueppellii (Rüppell's pipistrelle)
- Pipistrellus rusticus (rusty pipistrelle)
- Pipistrellus stenopterus (narrow-winged pipistrelle)
- Pipistrellus sturdeei (Sturdee's pipistrelle)
- Pipistrellus subflavus (eastern pipistrelle)
- Pipistrellus tenuis (least pipistrelle)
- Pipistrellus wattsi (Watts's pipistrelle)
- Pipistrellus westralis (Koopman's pipistrelle)